# Асатиани, Георгий Георгиевич
Георгий Георгиевич Асатиани (18 мая 1942, Саратов, РСФСР, СССР — 11 ноября 2024, Барнаул, Россия) — советский и российский театральный актёр. Лауреат премии Ленинского комсомола Алтайского края (1973). Заслуженный артист РСФСР (9 июня 1987).

## Биография
Родился 18 мая 1942 года в Саратове в семье известного кинооператора, кинорежиссёра, народного артиста СССР Г. И. Асатиани.
В возрасте двенадцати лет в составе хора Асатиани принимал участие в постановках Саратовского театра оперы и балета им. Н. Чернышевского. Затем поступал в Театральное училище им. И. Слонова, параллельно служа в Саратовском областном театре кукол. Переехав в Барнаул, стал выступать в Алтайском краевом театре юного зрителя. Сыграл в нём свыше 100 ролей.
Умер 11 ноября 2024 года в возрасте 82 лет в Барнауле. Прощание с Асатиани должно состояться 14 ноября 2024 года с 13:00 до 15:00 в Алтайском похоронном доме по улице Титова, 9а.